# Arrête de ramer, t'attaques la falaise !
Pour plus de détails, voir Fiche technique et Distribution.
Arrête de ramer, t'attaques la falaise ! (aussi connu sous le titre Qu'il est joli garçon l'assassin de papa) est un film comique français de Michel Caputo sorti en France le 19 décembre 1979.

## Synopsis
Trois siècles après Corneille, le film présente l'histoire du Cid de Pierre Corneille, une version loufoque des événements qui ont inspiré la tragédie. Les Sarrasins envahissent de nouveau l'Espagne, mais ils ne semblent pas agressifs, se contentant de faire de la musique et de regarder des danseuses. Chimène et Rodrigue couchent ensemble en attendant toujours qu'on les marie. Don Fernand, roi d'Espagne, est devenu sénile. Don Sanche et Rodrigue s'affrontent dans une bataille de tanks qui ne parviendra pas à son terme, Rodrigue choisissant de déserter. Cependant ce dernier reviendra vainqueur des Sarrasins.

## Fiche technique
- Titre : Arrête de ramer, t'attaques la falaise ! ou Qu'il est joli garçon l'assassin de papa
- Réalisation : Michel Caputo
- Scénario : Michel Caputo, adaptation du Cid de Pierre Corneille
- Producteur : Jean-François Davy
- Photographie : Dominique Brabant
- Musique : Daniel Longuein
- Genre : Comédie
- Durée : 75 minutes
- Date de sortie : 
  - France : 19 décembre 1979

## Distribution
- Bernadette Lafont : Chimène
- Patrick Messe : Rodrigue
- Michel Galabru : Don Fernand
- François Maistre : Don Diègue
- Bernard Haller : Le curé
- Daniel Gélin : Don Gomez
- Micha Bayard : Elvire
- Dominique Erlanger : L'infante
- Benjamin Simon : Moctadir
- Jean-Philippe Delamarre : Don Arias
- Michel Voletti : Don Sanche

## Production

### Tournage
- Plusieurs scènes ont été tournées à Paris, rue de Vaugirard sous les arcades devant le jardin du Luxembourg[réf. nécessaire].

## Autour du film
- « Qu'il est joli garçon l'assassin de papa » est aussi le dernier vers d'un poème de Georges Fourest, pastiche du Cid, dans le recueil La Négresse blonde, paru en 1909.
- Dans la saison 4 de la série télévisée Caméra Café, Jean-Claude interroge Hervé sur le nom du réalisateur et la date de sortie du film.
- En 2012, sur Europe 1, Michel Galabru déclare qu'il n'a jamais tourné dans ce film et que ses scènes proviennent d'un autre[1].